# 中春路
31°05′45″N 121°22′05″E / 31.09574°N 121.36792°E
 中春路，是中國上海市闵行区的一条道路，经过北桥镇、颛桥镇、莘庄镇，南起剑川路，北到沪青平公路。

## 历史
1987年，中春路（剑川路—北松公路、黎安路—沪青平公路）完工开通。
1996年，中春路（北松公路—沁春路）完工开通。
2004年，中春路（沁春路—黎安路高架桥，上跨西环路）完工。
2005年，中春路全线建成，高架桥开通。

## 沿路主要设施[4]
- 闵行工业区
- 闵行区烈士陵园
- 沁春新村
- 莘庄商务区
- 中春路站
- 万科城市花园

## 主要交汇道路（由南向北）
- 剑川路（ 322省道）接瑞丽路
- 银春路
- 陪昆东路
- 北松公路（ 320国道）
- 元江路
- 联农路
- 颛兴路
- 光华路
- 金都路
- 银都路
- 沁春路
- 莘松路（与西环路共线段起点）
- 闵松公路（ 沪昆高速）（与西环路共线段终点）
- 黎安路
- 顾戴路
- 中谊路
- 沪松公路（ 124省道）
- 新龙路
- 虹春路（ 沪渝高速）
- 沪青平公路（ 318国道）接华翔路